# Récourt
Récourt é uma comuna francesa na região administrativa de Altos da França, no departamento de Pas-de-Calais. Estende-se por uma área de 3,33 km². Em 2010 a comuna tinha 209 habitantes (densidade: 62,8 hab./km²).